# Správní obvod obce s rozšířenou působností Luhačovice
Správní obvod obce s rozšířenou působností Luhačovice je od 1. ledna 2003 jedním z pěti správních obvodů rozšířené působnosti obcí v okrese Zlín ve Zlínském kraji. Čítá 15 obcí.
Města Luhačovice a Slavičín jsou obcemi s pověřeným obecním úřadem.

## Seznam obcí
Poznámka: Města jsou vyznačena tučně, městyse kurzívou.
- Biskupice
- Bohuslavice nad Vláří
- Dolní Lhota
- Horní Lhota
- Lipová
- Ludkovice
- Luhačovice
- Petrůvka
- Podhradí
- Pozlovice
- Rudimov
- Sehradice
- Slavičín
- Slopné
- Šanov

## Obyvatelstvo
| Rok  | Obyv.  | ± %     |
| ---- | ------ | ------- |
| 1869 | 9 811  | —       |
| 1880 | 10 228 | +4,3 %  |
| 1890 | 10 545 | +3,1 %  |
| 1900 | 11 044 | +4,7 %  |
| 1910 | 12 186 | +10,3 % |

| Rok  | Obyv.  | ± %     |
| ---- | ------ | ------- |
| 1921 | 11 989 | −1,6 %  |
| 1930 | 12 688 | +5,8 %  |
| 1950 | 13 335 | +5,1 %  |
| 1961 | 16 523 | +23,9 % |
| 1970 | 17 656 | +6,9 %  |

| Rok  | Obyv.  | ± %    |
| ---- | ------ | ------ |
| 1980 | 19 372 | +9,7 % |
| 1991 | 19 921 | +2,8 % |
| 2001 | 19 816 | −0,5 % |
| 2011 | 18 754 | −5,4 % |
| 2021 | 17 747 | −5,4 % |